# Serena Bona
Serena Bona (Licata, 15 luglio 1989) è una cestista italiana.

## Carriera
Ala grande di 181 cm, ha giocato con Salerno Basket 92 in serie B e Serie A2. Successivamente passa alla massima serie, con Lucca e Umbertide.
Per la stagione 2015-16 è ingaggiata dalla Pallacanestro femminile Ferrara in serie A2.